# Бернардинський монастир (Київ)
Бернарди́нський монасти́р — римо-католицький монастир ордену Бернадинців, що існував у Києві на Подолі, один із чотирьох католицьких храмів Києва в XVII столітті. Згідно з більшістю дослідників знаходився під Уздихальницею (або ширше, під Андріївською горою, відрогом якої є Уздихальниця), між Покровською і Добромикільскою церквами з одного боку та нижнюю частиною Андріївського узвозу з іншого боку.

## Історія
За А. Реутовим монастир було засновано 1623 року за ініціативою єпископа Богуслава Бокші-Радошевського. Мультимедійна енциклопедія «Історія Києва» часом заснування монастиря вказує проміжок від 1618 до 1633 (роки єпископства Бокші-Радошевського). За С. Климовським, зведення костьолу з школою відбулось 1624 року. За К. Іваницьким костел і монастир були побудовані у 1628 році. Дерев'яний кляштор було споруджено коштом шляхтича Кшиштофа Сулимирського (за К. Іваницьким — К. Сулим'єрського), та на його ж ґрунті. О. Попельницька вказує власником ділянки пана Х. Сулиму (Сулимовського), якому у 1623—1632 роках належали два «плаци» поблизу церкви Миколи Доброго. Один з них пан Сулима (Сулимовський) і подарував ченцям-бернардинам для влаштування монастиря. 1642 року між бернардинцями і церквою Миколи Доброго відбувся обмін ділянками. Монастир отримав ділянку з церковною дзвіницею та шпиталем, Микільська церква натомість — монастирські «плаци» Я. Доманського та київського підсудка у 1639 році Л. Витовського.

1646 року Київ відвідав французький військовий інженер на службі польського короля Гійом де Боплан, залишивши згадку про бернардинський костел у своєму «Описі України» виданому в Руані 1660 року: 
|   | Католики в цьому місті мають чотири храми: Кафедральний, Домініканський на ринковій площі, Бернардинський під горою і Єзуїтський , зведений недавно між Бернардинським собором і рікою. |
| — | |

Будівлі монастиря згоріли під час великої пожежі на Подолі 7 (17) серпня 1651, що відбулась після взяття Києва військами польного гетьмана литовського Януша Радзивіла, і більше не відновлювалися. Очевидець пожежі з литовського боку так описував її в листі: 
|  | 17-го серпня знов з'явився вогонь біля полудня і такий страшний, якого я николи не бачив. Спершу згорів костел отців Бернардинів з кляштором, школи, вірменська церква, дві древніх кам'яних церкви дизунітів… Оригінальний текст (рос. дореф.) [17-го авг. снова показался огонь около полудня и такой страшный, какого я никогда не видалъ. Сперва сгорѣлъ костелъ отцевъ Бернардиновъ съ кляшторомъ, школы, армянская церковь, двѣ древнихъ каменныхъ церкви дизунитовъ…] Помилка: [undefined] Помилка: {{Lang}}: немає тексту (допомога): невпізнаний код мови: ru-dor (допомога) |

Спалення кляштору бернардинів 17 серпня також відмітив у своїй хроніці Яким Єрлич. В той же час К. Іваницький вказував існування бернардинського монастиря до 1657 року, на що звернула окрему увагу О. Горбик.
12 травня 1660 року бернардинські ґрунти, разом з єзуїтськими та вірменськими, були універсалом київського полковника Василя Дворецького віддані у володіння церкви Миколи Доброго.

## Розташування
Гійом де Боплан, відвідавши Київ вказав, що бернардинський костел знаходиться «під горою». Є. Болховітінов першим визначив цю гору як Андріївську. Відповідно, бернардинський костел та монастир розташовувались поблизу церков Покрова та Миколи Доброго. Цю думку пізніше підтримали М. Закревський, А. Стороженко, В. Цеховський, М. Петров та К. Іваницький. М. Закревський, зокрема, позначив костел бернардинців на своєму плані Києва. К. Іваницький розташовував бернардинський костел і монастир нижче вулиці Боричів Тік і вище вулиці Миколи Доброго (Покровської). За А. Реутовим кляштор знаходився під Уздихальницею (відріг Андріївської гори) на Гнилій (Покровській) вулиці, навпроти церкви Миколи Доброго, південніше вірменської церкви. За О. Попельницькою бернардинський монастир був поруч церкви Миколи Доброго, ймовірно у кварталі, зображеному праворуч церковної садиби на плані 1695 року. Зокрема М. Берлинський згадував про виявлення католицьких поховань біля церкви Миколи Доброго, що ймовірно були рештками цвинтаря бернардинського монастиря. С. Климовський, посилаючись на купчу 1631 року, вказує розташування бернардинського костелу через дорогу навпроти церкви Миколи Доброго. За складеним С. Климовським планом Києва першої половини XVII століття, костел знаходився (за сучасним поділом і назвами вулиць) у кварталі обмеженому вулицями Покровскою, Боричевим Тіком, Андріївським узвозом та Покровським провулком .

## Зображення
Єдине відоме зображення бернардинського монастиря та костелу, міститься на панорамному виді Подолу та київських гір, намальованим голландським художником Абрагамом ван Вестерфельдом у 1651 році — незадовго до загибелі кляштора у пожежі. Панорама відома нам за копією виконаної у кінці XVIII сторіччя для польского короля Станислава Августа — станом на середину ХХ сторіччя втрачені, як оригинал Вестерфельда, так і копія Станіслава Августа. Слід відмітити, що різні дослідники вбачають бернардинський кляштор у різних спорудах цієї панорами — існує, що найменше, три варианта ототожнення.
М. Петров та К. Іваницький бачать бернардинський костел у великій споруді базилікального типу в центрі панорами, ліворуч впадини (якою проходить Андріївський узвіз) між Уздихальнецею та Замковою горою. Т. Палладіна, наскільки можна зрозуміти, бачить кляштор бернардинів лівіше цієї споруди. У мультимедійних енциклопедіях «Храми Києва» та «Історія Києва» бернардинський кляштор показан ще лівіше, поряд зі спорудою вірменської церкви (за енциклопедіями та М. Петровим). На наведеному у цих енциклопедіях фрагменті панорами Вестерфельда (див. зображення у картці на початку статті), стрілка вказує на гостроверху вежу ліворуч вірменської церкви, але також може відноситись і до групи з трьох споруд розташованих трохи нижче (за М. Петровим — церкви Братського монастиря).